# جاي ديميريت
جاي ديميريت (بالإنجليزية: Jay DeMerit)‏، من مواليد 4 ديسمبر 1979، لاعب كرة قدم أمريكي.
يلعب مع نادي واتفورد الإنجليزي.
بدأ باللعب مع منتخب الولايات المتحدة لكرة القدم في عام 2007.

## روابط خارجية
- جاي ديميريت على موقع الاتحاد الدولي (مؤرشف)  (الإنجليزية)
- جاي ديميريت على موقع الدوري الأمريكي (الإنجليزية)
- جاي ديميريت على موقع قاعدة بيانات كرة القدم.إي يو (الإنجليزية)
- جاي ديميريت على موقع ناشيونال فوتبول تيمز (الإنجليزية)
- جاي ديميريت على موقع Soccerbase.com (لاعب) (الإنجليزية)
- جاي ديميريت على موقع عالم كرة القدم.نت (الإنجليزية)
- جاي ديميريت على موقع كووورة